# Дуб Гамбела
Дуб Гамбела, или Гэмбела (лат. Quercus gambelii) — небольшое листопадное дерево или крупный кустарник, широко распространённый в предгорьях и невысоких горных возвышенностях Северной Америки.
Описан Томасом Наттоллом в 1848 году. Видовое название растению было дано в честь американского натуралиста Уильяма Гэмбела.

## Распространение и среда обитания
Ареал Quercus gambelii охватывает запад США и северо-запад Мексики, главным образом это штаты Аризона, Чиуауа, Колорадо, Нью-Мексико, Сонора и Юта. Дуб горный встречается также в Неваде, Вайоминге, Айдахо, Небраске, Коауиле и западном Техасе.
Дерево произрастает на высотах от 1000 до 3000 м над уровнем моря, в областях, где годичный уровень осадков составляет 30—60 см.

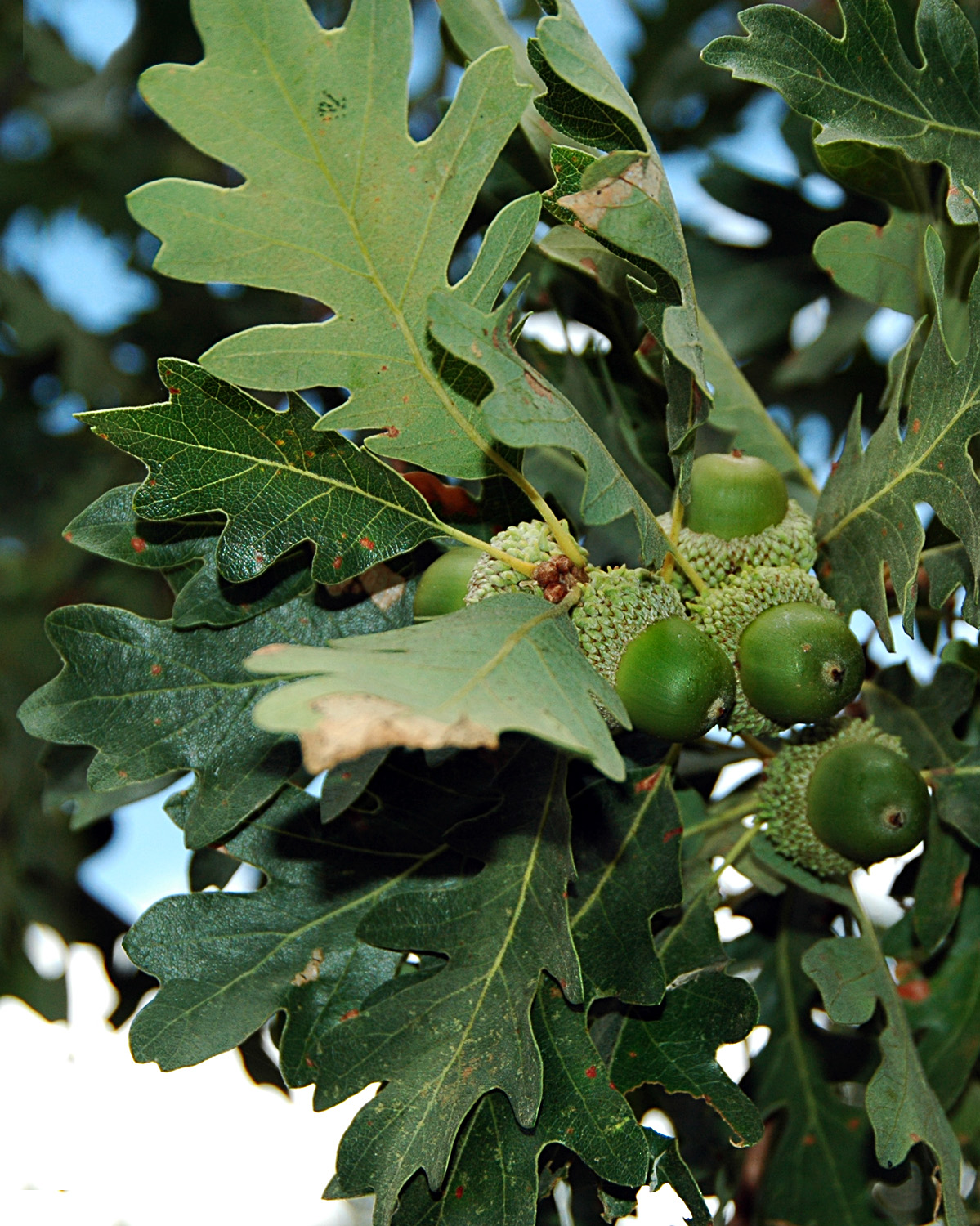
Листья и жёлуди Quercus gambelii

## Ботаническое описание
Кора дуба чешуйчатая, серая или коричневая.
Листья 7—12 см в длину и 4—6 см в ширину, глубоко рассечены по обе стороны центральной жилки. Их верхняя поверхность тёмно-зелёного цвета и глянцевая, нижняя — более бледная и бархатистая.
Появляющиеся поздней весной цветки обоеполые и представляют собой невзрачные серёжки.
Жёлуди длиной 10—20 мм, растут по одному или парами.

## Роль в медицине
Индейцы навахо использовали разные части дуба в медицинских целях, применяя их для смягчения боли при родах, в качестве слабительного, а также церемониального[уточнить] рвотного средства.